# Meridiano 47 E
O meridiano 47 E é um meridiano que, partindo do Polo Norte, atravessa o Oceano Ártico, Europa, Ásia, África, Oceano Índico, Oceano Antártico, Antártida e chega ao Polo Sul. Forma um círculo máximo com o Meridiano 133 W.
Começando no Polo Norte, o meridiano 47º Este tem os seguintes cruzamentos:
| País, território ou mar | Notas                                                                            |
| ----------------------- | -------------------------------------------------------------------------------- |
| Oceano Ártico           |                                                                                  |
| Rússia                  | Ilha da Terra de Alexandra, Terra de Francisco José                              |
| Oceano Ártico           | Canal de Cambridge, no Mar de Barents                                            |
| Rússia                  | Ilha de Zemlya Georga, Terra de Francisco José                                   |
| Oceano Ártico           | Mar de Barents                                                                   |
| Rússia                  |                                                                                  |
| Cazaquistão             |                                                                                  |
| Rússia                  | Cerca de 18 km                                                                   |
| Cazaquistão             |                                                                                  |
| Rússia                  |                                                                                  |
| Mar Cáspio              | Baía de Kizlyar                                                                  |
| Rússia                  |                                                                                  |
| Azerbaijão              | Passa em Nagorno-Karabakh                                                        |
| Irão                    |                                                                                  |
| Iraque                  |                                                                                  |
| Kuwait                  |                                                                                  |
| Arábia Saudita          | Passa a leste de Riade                                                           |
| Iêmen                   |                                                                                  |
| Oceano Índico           | Golfo de Aden                                                                    |
| Somália                 | Somalilândia                                                                     |
| Etiópia                 |                                                                                  |
| Somália                 |                                                                                  |
| Oceano Índico           | Passa a oeste do atol das Ilhas Glorioso, Terras Austrais e Antárticas Francesas |
| Madagáscar              |                                                                                  |
| Oceano Índico           |                                                                                  |
| Oceano Antártico        |                                                                                  |
| Antártida               | Território Antártico Australiano, reivindicado pela Austrália                    |